# 昌原サッカーセンター
昌原サッカーセンター（チャンウォンサッカーセンター、ハングル：창원 축구센터）は大韓民国の慶尚南道昌原市にあるサッカー競技場である。Kリーグ・慶南FCと韓国ナショナルリーグの昌原市役所FCのホームグラウンド。

## 概要
ワールドカップ日韓大会の成功を記念して、韓国内で進められている「サッカーのインフラ整備」の一環として2009年12月に完成。こけら落としはU-14韓国代表とU-14日本代表との試合であった。
メインスタジアムは15,000人を収容し、ナイター照明も完備。その他、4面のサブグラウンドに加えフットサルコート、ドーム型屋内練習場、宿舎、などを併設しており韓国代表のナショナルトレーニングセンターとしての機能も兼ね備えている。2010年6月には日本のジェフユナイテッド市原・千葉が夏季キャンプを当地で行なっている。

## ギャラリー

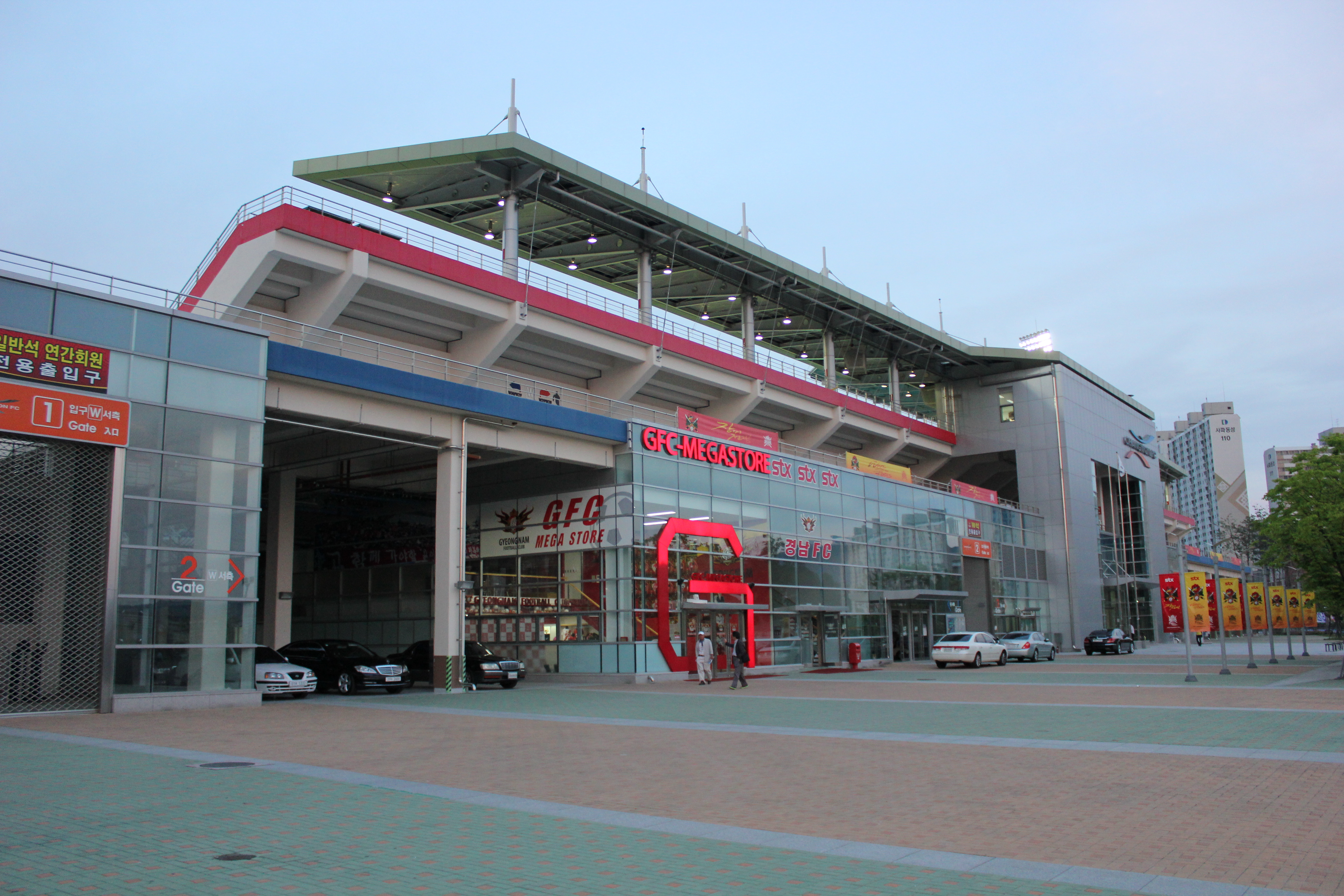
外観
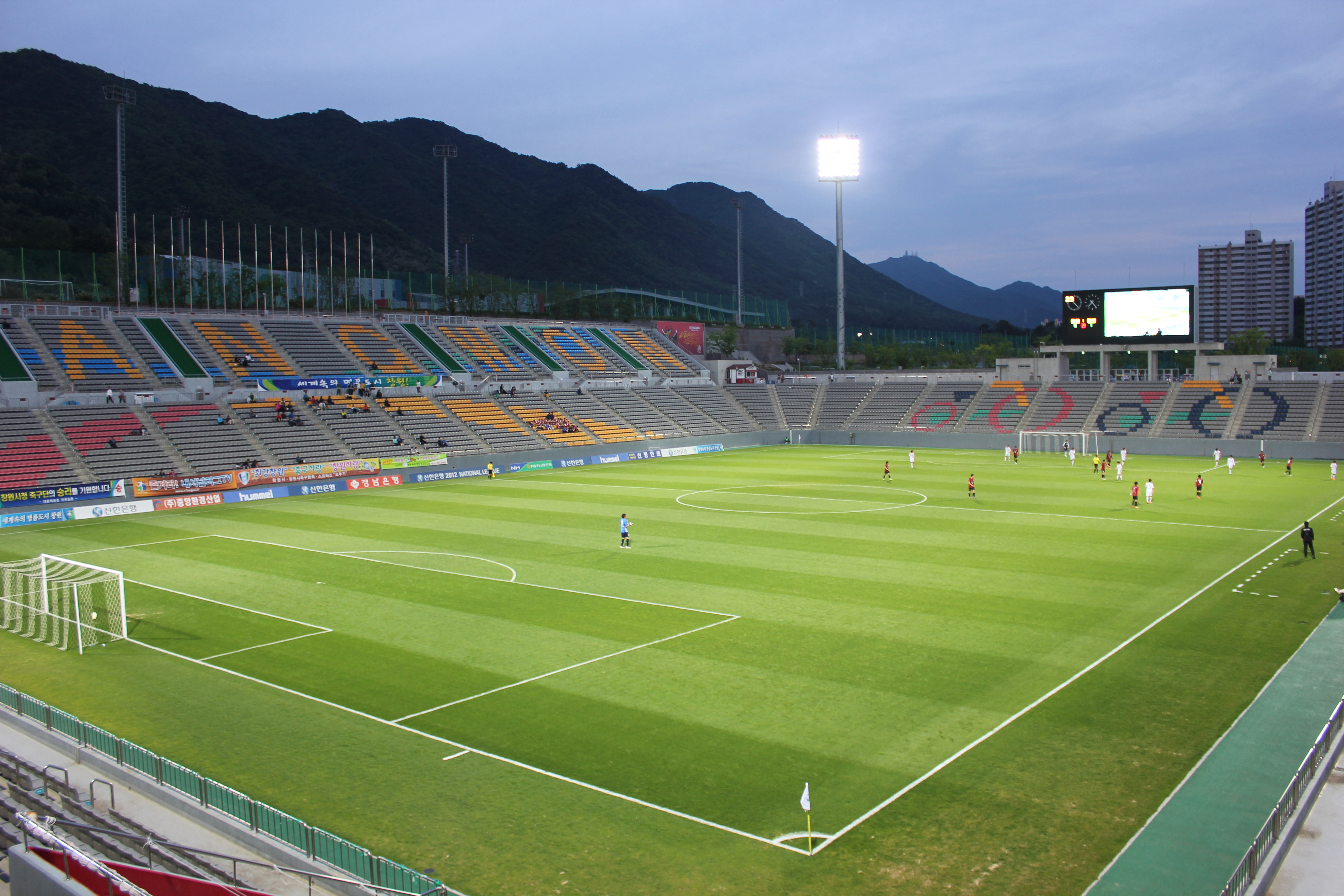
ピッチ内部
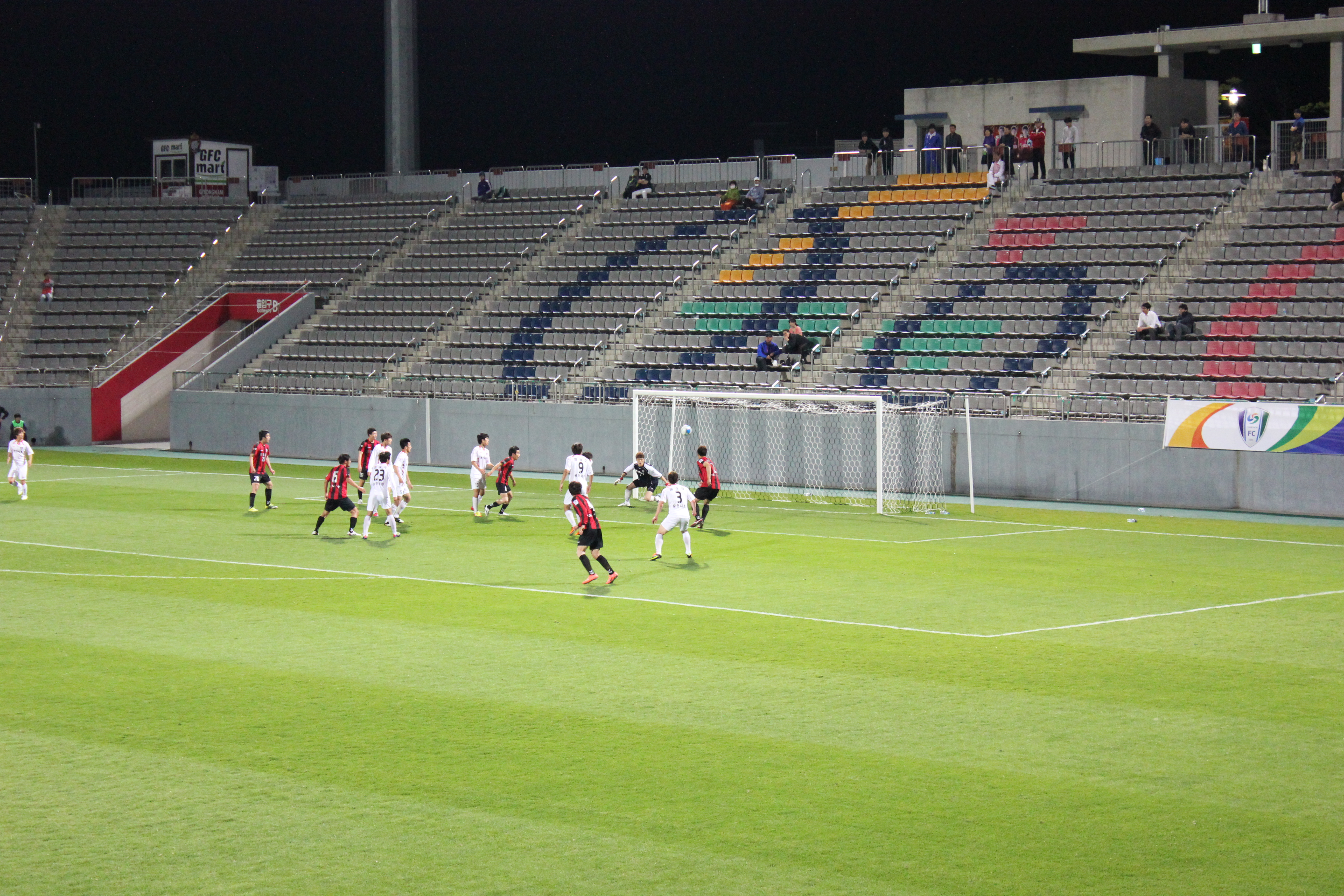
ピッチ内部